# Mexicanto
Mexicanto es un dueto formado en 1985 por el cantautor David Filio (originario de la Cd. De México) y el compositor Sergio Félix (originario de Sinaloa).
Hizo su primera aparición en público el 13 de diciembre de 1985 en la ciudad de Culiacán, Sinaloa.

## Precursores de la trova mexicana
A lo largo del tiempo han existido diversas corrientes dentro del movimiento de la trova en México. Según el catedrático español Luis Fernández Zaurín, autor del libro La Biografía de la Trova, la vieja trova yucateca tuvo influencia entre las corrientes de la antigua trova santiaguera en Cuba.[cita requerida]
El dueto Mexicanto es considerado como precursor de la más moderna corriente de la trova mexicana, también conocida como el movimiento de la Nueva canción.[cita requerida]

## Historia
David Filio y Sergio Félix han desempeñado una labor profesional dentro de la música y la canción que muchos han identificado como "Canto Nuevo", "Nueva Canción" o "Música de Trova", pero que para ellos es sencillamente... "Mexicanto".
Con gran sensibilidad y fuerza creativa, David Filio y Sergio Félix han sabido fusionar matices poéticos, estilos propios y compromiso en su propuesta, con el gran interés de aportar algo a la Cultura musical de México, salvando así un estilo muy particular e inconfundible. 
Mexicanto cuenta con un sonido original y característico que, plasmado en sus 11 producciones discográficas, ha dado fe de la calidad y calidez del dueto; es en estas producciones discográficas donde muestran canciones de su autoría y donde muchos escucharon, por primera vez, las composiciones de grandes artistas como León Gieco, Luis Eduardo Aute, Fernando Delgadillo, Mauricio Díaz “El Hueso”, Alejandro Santiago, Alejandro Filio, Gerardo Peña y Alberto Escobar entre otros.
Su inconfundible estilo y propuesta los ha llevado a importantes Foros y Festivales dentro y fuera del país, difundiendo su música por toda la República Mexicana y en países como Canadá, Estados Unidos, Centro y Sudamérica, así como España.
Mostrándose como creadores en diferentes facetas musicales, David y Sergio también destacan propuestas personales, colaborando de manera independiente en Televisión, Radio y Cine. 
Del 2008 al 2013 David y Sergio fueron conductores del programa de televisión “El Tímpano”, creado por David Filio y transmitido por Canal 11 TV México, donde compartían charla y música con artistas de varios géneros y disciplinas, de México y el extranjero.
De enero a abril de 2014 produjeron y condujeron el programa de radio llamado "En tu tímpano", en MVS Radio en el 102.5 de FM.
También tuvieron participación en programas televisivos como "El Ángel de la Noche" de Germán Dehesa, así como "Tienda y Trastienda y "El mañanero" conducido por Víctor Trujillo en su papel de "Brozo"; también aparecían con regularidad en las transmisiones de ECO, entre muchos otros.
Tanto David Filio como Sergio Félix han desarrollado su carrera también de manera independiente.
David Filio ha grabado 3 discos como solista y ha sido productor de otros artistas, como Alejandro Filio.
David Filio ha colaborado en la adaptación musical de diferentes producciones cinematográficas de Disney Latinoamérica como La Cenicienta , Tierra de Osos II, El Zorro y el Sabueso II, Chicken Little, Tinkerbell y Muppets 2 entre otras. También ha prestado su voz a muchos personajes de las películas, como el Narrador Trovador (Tortuga) de Los 3 Mosqueteros y más recientemente al muñeco de nieve Olaf, en la multi-premida película Frozen.
Sergio Felix por su parte ha producido discos de muchos artistas de diferentes géneros y ha compuesto música para las películas del Director de Cine Fernando Sariñana.

## Discografía
- En Venta (1987)
- Castillo Blanco (1988)
- Si llegas (1990)
- Seremos Escuchados (1993)
- En El Camino (1995)
- X Aniversario vol.1 (1996)
- X Aniversario vol.2 (1996)
- Felix-Filio (1998)
- Dueto En Directo (2000)
- Otra Vez (2006)
- "Estás Aquí" (2015)

Recopilaciones
- XX ANIVERSARIO
- "Coincidir"

DISCOGRAFÍA DAVID FILIO (solista)
- "El agua de tu cuerpo" (2001)
- "Tal cual" (2005)
- "Vale la pena" (2014)